# Sonic Syndicate

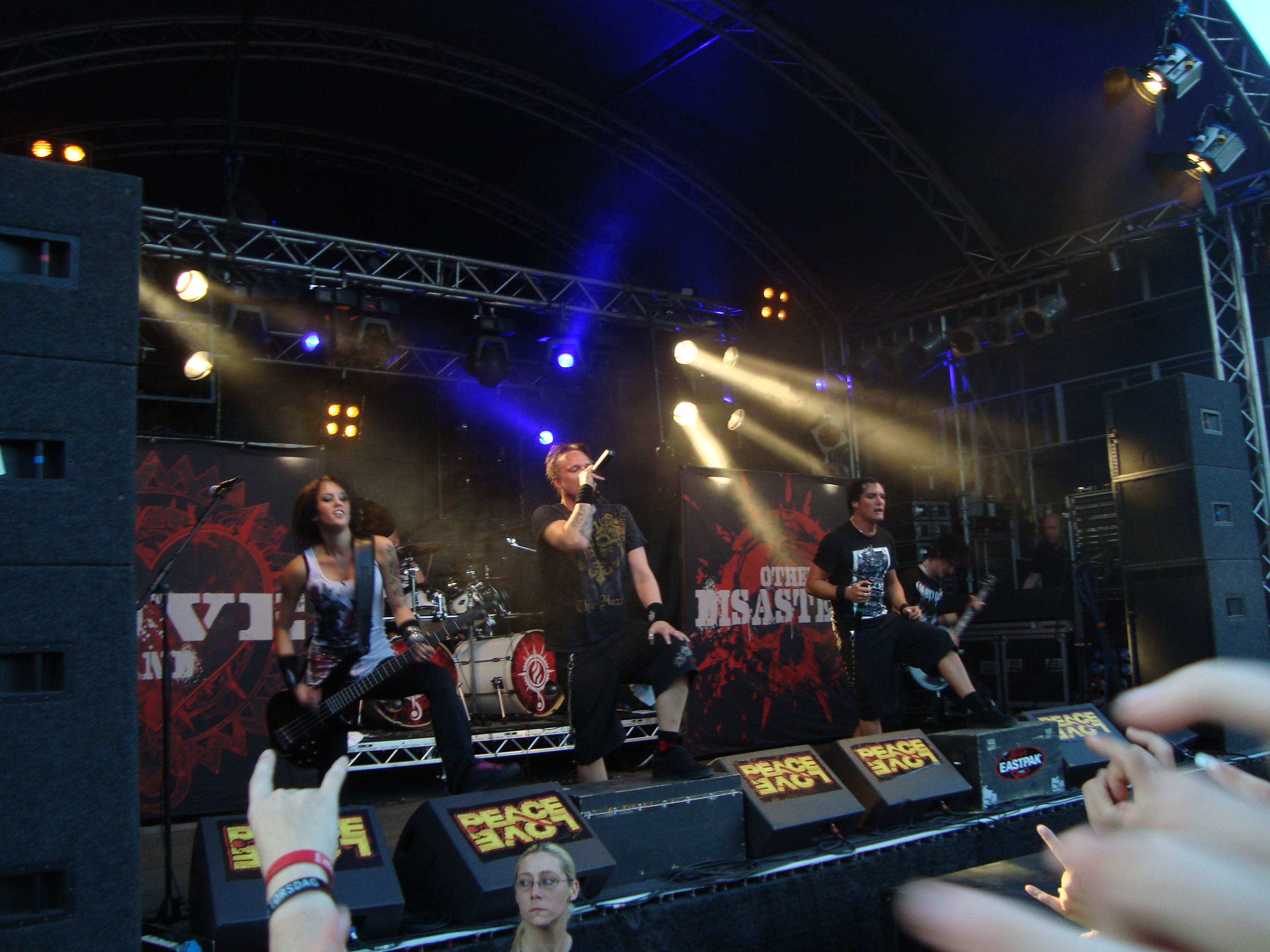
Sonic Syndicate v roce 2009

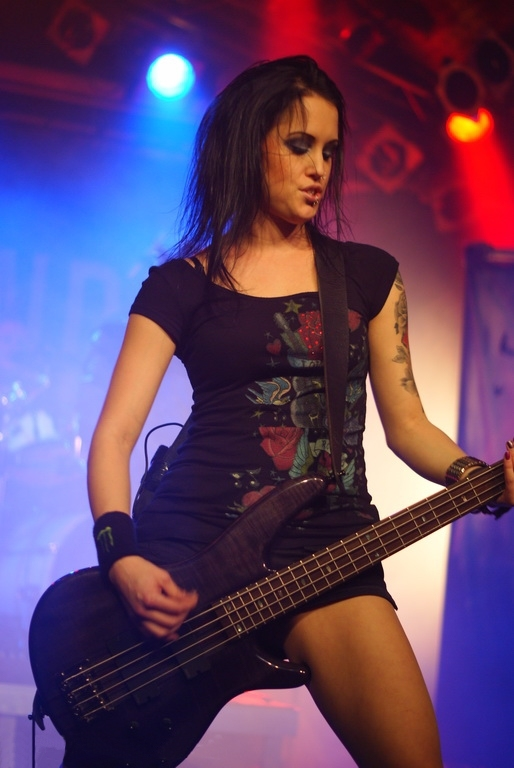
Baskytaristka Karin Axelsson

Sonic Syndicate je Švédská metalcore/melodic death metalová kapela fungující od roku 2002. Zakládajícími členy byli bratři Richard (screaming) a Roger (kytara) Sjunnessonovi, jejich bratranec Robin Sjunnesson (kytara), Andreas Mårtensson (klávesy), Magnus Svensson (baskytara) a Kristoffer Backlund (bicí). Na svém kontě mají 3 dema, 4 alba, 1 EP a několik ocenění včetně výher ve Swedish Metal Awards a nominace v kategorii "Up and Coming!" v magazínu Metal Hammer.

## Historie
V počátcích byla skupina známá jako Tunes Of Silence a později jako Fallen Angels a pod druhým jménem vydala první tři dema. 

Změna jména, spolu s novou baskytaristkou Karin Axelsson, přišla v roce 2004 před vydáním debutového alba Eden Fire. Kapela od té doby zaznamenala prudký vzestup popularity, v zahraničí především po vydání druhého alba v roce 2007, Only Inhuman, u vydavatelství Nuclear Blast. Vystoupili na velkých evropských festivalech včetně Wacken Open Air 2007 a jako předkapela se účastnili vystoupení kapel jako Caliban, Amon Amarth, Heaven Shall Burn, nebo Nightwish. 

Vydání druhého alba provázela změna v sestavě, z kapely byli vyhozeni Kristoffer Bäcklund a Andreas Mårtensson pro nedostatek zájmu o kapelu. Na post bicích přišel John Bengtsson a kytarista Roger Sjunnesson přešel ke klávesám. Také přibyl druhý zpěvák, Roland Johansson, který vypomáhal už na prvním albu.
V této sestavě koncertovali do roku 2009 a vydali album Love and Other Disasters. Ve stejném roce bylo vydáno DVD Live Inhuman. 

V roce 2009 z osobních důvodů Rolland opět odešel. Jako náhrada byl nalezen Nathan J. Biggs, se kterým kapela nahrála EP Burn This City. Nathan později nahradil i druhého zpěváka, Richarda Sjunnessona, který v kapele obstarával screaming (Krátce jeho post zastoupil Christoffer Andersson) a který odešel kvůli měnícímu se stylu kapely. 

V roce 2010 vychází album We Rule The Night a roce 2011 v interview kapela oznámila pauzu. Richard Sjunnesson mezitím zakládá novou kapelu The Unguided, se kterou pokračuje v dřívější tvorbě.

## Členové

### Aktuální členové
- Nathan J. Biggs - zpěv, screaming (2009-současnost)
- Roger Sjunnesson - kytara, (2002-současnost) klávesy (2006-současnost)
- Robin Sjunnesson - kytara (2002-současnost), screaming (2011-současnost)
- Karin Axelsson - baskytara (2004-současnost)
- John Bengtsson - bicí (2006-současnost)

### Bývalí členové
- Christoffer Andersson - screaming (2010-2011)
- Richard Sjunnesson - screaming (2002-2010)
- Roland Johansson - zpěv, screaming (2006-2009)
- Kristoffer Bäcklund - bicí (2002-2006)
- Andreas Mårtensson - klávesy (2002-2006)
- Magnus Svensson - baskytara (2002-2004)

## Diskografie
- 2002-2005: Fall From Heaven (Demo)
- 2002-2005: Black Lotus (Demo)
- 2002-2005: Extinction (Demo)
- 2005: Eden Fire
- 2007: Only Inhuman
- 2008: Love and Other Disasters
- 2008: Live Inhuman (DVD)
- 2009: Burn This City (EP)
- 2010: We Rule the Night